# 79 Tauri
79 Tauri (79 Tau / b Tauri / HD 28355 / HR 1414) es una estrella perteneciente al cúmulo de las Híades, en la constelación de Tauro. De magnitud aparente +5,02, se encuentra a 160 años luz del sistema solar.
79 Tauri es una estrella blanca de la secuencia principal de tipo espectral A7 V con una temperatura de 7850 K. Brilla con una luminosidad 18 veces mayor que la del Sol y su radio, calculado a partir de la medida de su semidiámetro angular, 0,225 milisegundos de arco, es 2,4 veces mayor que el solar. Rota con una velocidad de 105 km/s. Su masa es un 80% mayor que la masa solar y tiene una edad —como el resto de las Híades— de 625 millones de años. 
79 Tauri se encuentra rodeada por un disco de polvo circunestelar, como sugiere un exceso en la radiación infrarroja emitida. Desde la estrella hasta una distancia de al menos 40 UA, el disco parece estar significativamente libre de polvo. Los modelos que mejor se ajustan a las observaciones implican una masa para el disco del orden de 10-2 veces la masa terrestre, si bien no se puede excluir una masa 10 veces mayor.